# Conilia divina
Conilia divina är en rundmaskart som beskrevs av Gerlach 1956. Conilia divina ingår i släktet Conilia och familjen Ironidae. Inga underarter finns listade i Catalogue of Life.